# Cymopterus cinerarius
Cymopterus cinerarius är en flockblommig växtart som beskrevs av Asa Gray. Cymopterus cinerarius ingår i släktet Cymopterus och familjen flockblommiga växter. Inga underarter finns listade i Catalogue of Life.